# Ramla Ali
Ramla Said Ahmed Ali (ur. 16 września 1989) – somalijsko-angielska bokserka.

## Życie prywatne
Przeniosła się do Anglii z Somalii jako uchodźczyni przed wojną domową w Somalii. Kiedy była małym dzieckiem, jej brat w wieku 12 lat został zabity przez pocisk moździerza podczas zabawy na dworze, co skłoniło rodzinę do wyjazdu do Wielkiej Brytanii przez Kenię. Zaczęła boksować jako nastolatka.

## Kariera
Jako amatorka wygrała krajowe mistrzostwa nowicjuszy w Anglii w 2015, krajowe mistrzostwa Anglii w boksie Elite w 2016, wielkie mistrzostwa Wielkiej Brytanii w 2016 oraz tytuł w wadze piórkowej Strefy Afrykańskiej w 2019.
Początkowo reprezentowała Anglię, jednak w 2018 roku postanowiła startować pod flagą Somalii. Nie wróciła do Somalii, odkąd wyjechała jako dziecko, mimo to chciała pomóc w umieszczeniu kraju na pierwszych stronach gazet. Została pierwszą bokserką, która zdobyła międzynarodowy złoty medal, reprezentując Somalię. W 2021 roku brała udział w zawodach wagi piórkowej kobiet na Letnich Igrzyskach Olimpijskich 2020. Mimo że przegrała pierwszą walkę, została pierwszą bokserką w historii reprezentującą Somalię na scenie olimpijskiej.
W 2022 roku pokonała dominikańską bokserkę Crystal Garcię Novą w pierwszym zawodowym meczu bokserskim kobiet rozegranym w Arabii Saudyjskiej.

## Kultura masowa
Ali wydała powieść Not Without A Fight – poradnik oparty na dziesięciu najważniejszych walkach w jej życiu. Została ona opublikowana przez Merky Books i Penguin Random House. Ogłoszono również, że nominowany do Oscara i zdobywca nagrody BAFTA producent Lee Magiday we współpracy z Film4 ma nakręcić pełnometrażowy dramat oparty na historii jej życia.